# Rollegem
Rollegem is een dorp in de Belgische provincie West-Vlaanderen en een deelgemeente van Kortrijk. Het was een zelfstandige gemeente tot aan de gemeentelijke herindeling van 1977. Het landelijk dorp ligt een vijftal kilometer ten zuiden van het stadscentrum van Kortrijk, in het gebied tussen de rivieren de Leie en de Schelde. Het dorp wordt begrensd door Aalbeke, Bellegem, Marke en Moeskroen.
In het zuiden van Rollegem, op de grens met het Henegouwse Lowingen (Luingne), ligt het gehuchtje Tombroek.

## Geschiedenis
In de 6e eeuw na Chr. ontstond een Frankische nederzetting in dit gebied. Die nederzetting werd voor het eerst vermeld in 1103 als 'Hrodilinga-haim', wat betekent: heem of woning van de Rodelingen, afstammelingen van Rollo. De volgende eeuwen werden gekenmerkt door een geleidelijke kerstening van de bevolking. Zo groeide Rollegem uit tot een nederzetting met een grote omwalde hoeve, het latere Hof van Rollegem en daarna een kerk. In de 12e eeuw werd Rollegem voor het eerst vermeld als parochie.
Tijdens de Gentse Opstand (1379-1385) werd de hele streek tussen Kortrijk en Oudenaarde meermaals geplunderd door enerzijds de grafelijke troepen en anderzijds de Gentse milities. In Rollegem konden de rebellen op sympathie rekenen en een 10-tal inwoners namen actief deel aan de opstand. Nadien moesten zij dit bekopen met de dood of opsluiting.

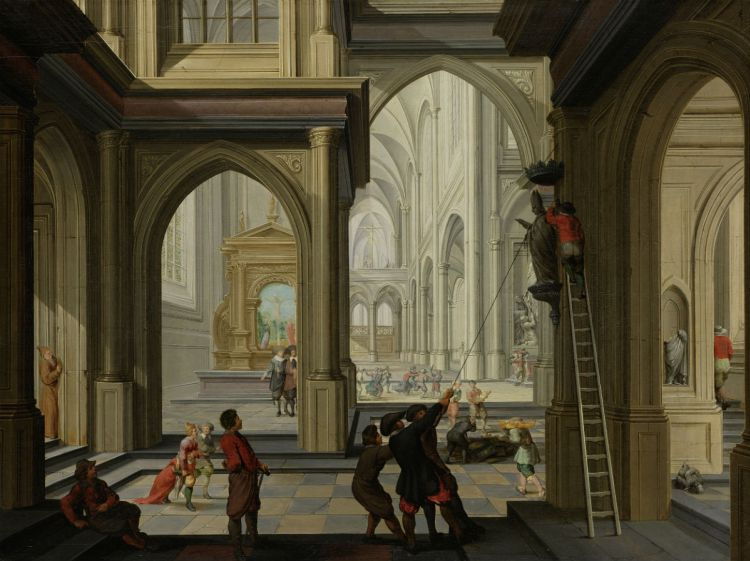
Dirck Van Delen - Beeldenstorm in een kerk (1630)

In 1566 brak de Beeldenstorm los waarbij honderden kerken, kloosters en kastelen geplunderd of verwoest werden. Dit had ook een duidelijke invloed op Rollegem. Eerst en vooral was er een grote terugloop van inwoners: in 1575 telde men 139 inwoners ingeschreven als buitenpoorters, 10 jaar later was dit aantal al gedaald naar 54. Dergelijke cijfers duidden op een sterke ontvolking: talrijke protestanten sloegen op de vlucht naar veiliger oorden. Door de ontvolking stortte de landbouw in elkaar, slechts 22% van het beschikbaar landbouwoppervlak werd ingezaaid in 1586. Deze crisis in de landbouw veroorzaakte tevens grote verschuivingen in het grondbezit, huuropbrengsten en inning van tienden en renten. De streek werd onveilig gemaakt door allerlei benden die gebruik maakten van het ontstane machtsvacuüm. Het 12-jarig bestand bracht terug vrede in de regio.

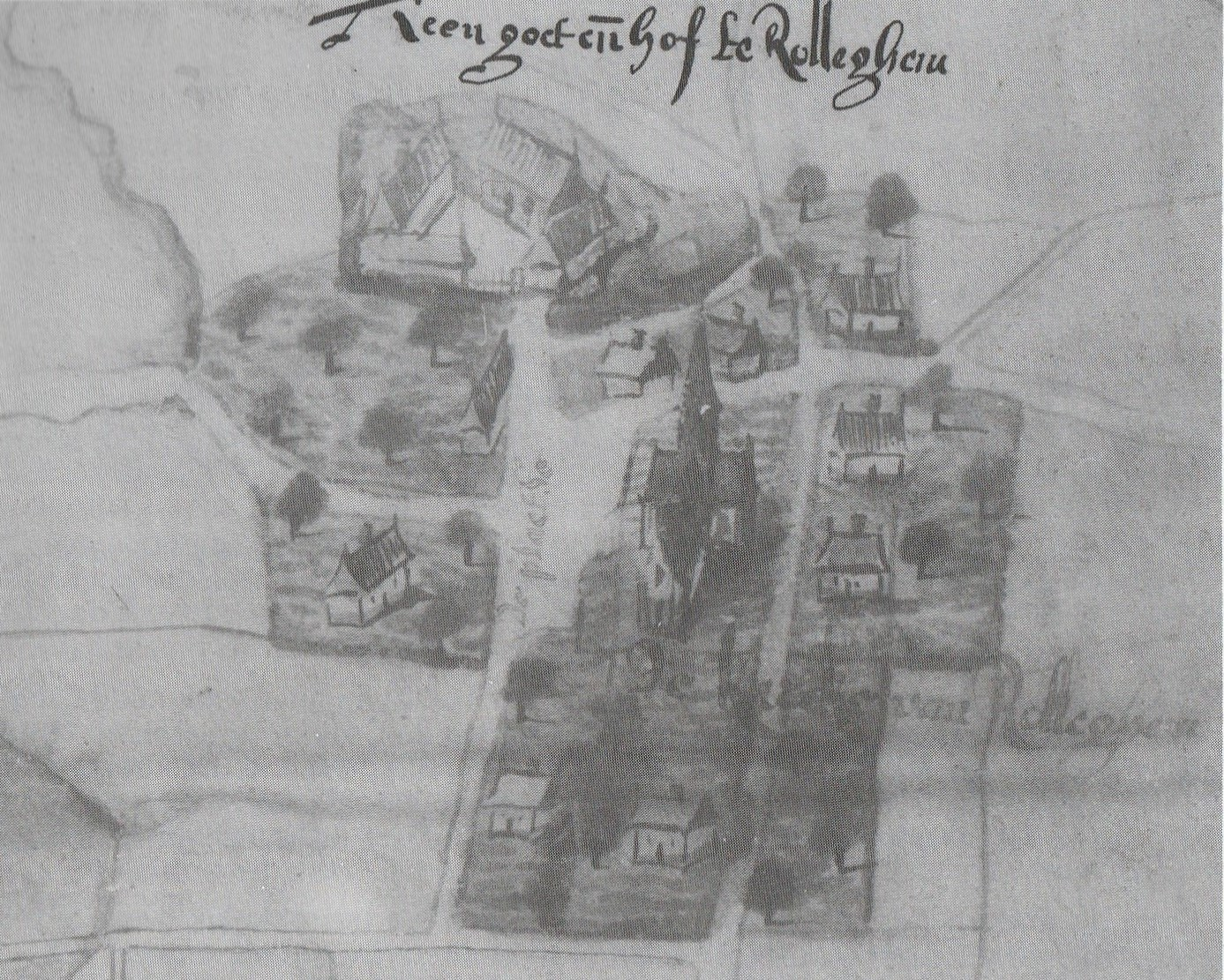
Oudste plattegrond van het dorpscentrum, opgemaakt in 1628 door landmeter Louis de Bersaques.

In 1621 kwam Rollegem, na de dood van aartshertog Albrecht terug onder de Spaanse kroon. Dit leidde door de Spaanse opmars tot een Franse inval waarbij de meeste Frans-Vlaamse steden in Franse handen vielen. De ligging van Rollegem, dicht bij Frankrijk en bij de vestiging Kortrijk, had verstrekkende gevolgen. Om de Franse grens tegen invallen te beveiligen, bouwden de Fransen een aaneengesloten linie van veldforten en versterkingen die dwars door Rollegem liep. Wegens de aanhoudende plundertochten van het Franse leger, lagen heel wat Rollegemse hoeven er verlaten bij. Bovendien brak in 1694 de pest uit waardoor de bevolking nog eens verminderde met 15%. Uit bevolkingscijfers blijkt dat tegen eind december 1694 het bevolkingsaantal teruggelopen was tot slechts 572 inwoners. Op 20 september 1697 werd de Vrede van Rijswijk bekrachtigd waardoor er eindelijk rust kwam voor de Rollegemse bevolking.
Helaas was deze vrede van korte duur want kort daarop brak de Spaanse Successieoorlog uit die woedde van 1701 tot 1713 en waarbij arbeiders en soldaten uit de gemeente werden opgeëist. Tevens waren leveringen van allerlei materialen voor de vestiging Kortrijk en afpersingen door ronddolende soldaten dagelijkse kost voor de inwoners van Rollegem. Vanuit het kasteel van Helkijn voerden de Fransen meerdere plundertochten uit in de omliggende dorpen. In Rollegem werden niet minder dan 33 ongeregeldheden door Fransen genoteerd. In 1713 kwam een einde aan deze ellende door de Vrede van Utrecht.
Hierna volgde een periode van 30 jaar rust en wederopbouw. De bevolking nam opnieuw toe en de huiselijke nijverheden bloeiden terug op. In 1744 brak echter de Oostenrijkse Successieoorlog uit en werd de Rollegemse bevolking opnieuw verplicht tot het leveren van materialen (stro, paarden, haver, meel, wagens, hout, arbeiders) aan de vesting van Kortrijk. Tot overmaat van ramp kreeg de streek af te rekenen met runderpest, 55 plaatselijke hoeven werden hierdoor getroffen.
Tijdens de tweede helft van de 18e eeuw ontstonden nieuwe opvattingen over maatschappij en samenleving die in Frankrijk zouden uitmonden in de Franse Revolutie. Het Oostenrijkse bestuur verbood bij decreet verdere uitbreiding van kerkelijke bezittingen. Hierdoor werd het kerkbestuur van Rollegem gedwongen een 30-tal percelen land en bos van de hand te doen. In 1792 werd een declaratie opgemaakt van alle goederen, tienden en andere rechten in Rollegem (dit liep echter niet van een leien dakje daar de 'pachters niet t'huys en syn'). Kort daarop stelde men een lijst op van alle eigenaars van Rollegemse gronden, hoeven en molens zodat de eigenaars in verhouding tot de geschatte waarde van de eigendommen evenredige bijdragen moesten betalen aan de Franse Republiek. Tevens werd het tiendrecht afgeschaft.
De dorpsheerlijkheid was van voor 1287 tot 1558 in handen van de familie van Halewijn. Door huwelijk kwam ze toen in bezit van de familie de Croÿ. In 1585 werd de heerlijkheid verkocht aan de familie du Chastel de Blangeval. In 1725 kwam de heerlijkheid door verkoop aan de familie d'Ennetières. Deze familie raakte in de Franse tijd weliswaar de heerlijke rechten kwijt maar bleef tot 1876 in bezit van het Hof van Rollegem.
In 1871 vestigden de Zusters van Sint-Theresia zich te Rollegem.

## Demografische ontwikkeling
Rollegem was een zelfstandige gemeente tot aan de gemeentelijke herindeling van 1977.
- Bronnen:NIS, Opm:1831 tot en met 1970=volkstellingen; 1976 = inwoneraantal op 31 december

## Bezienswaardigheden
- De Sint-Antonius Abtkerk
- Het Hof van Rollegem

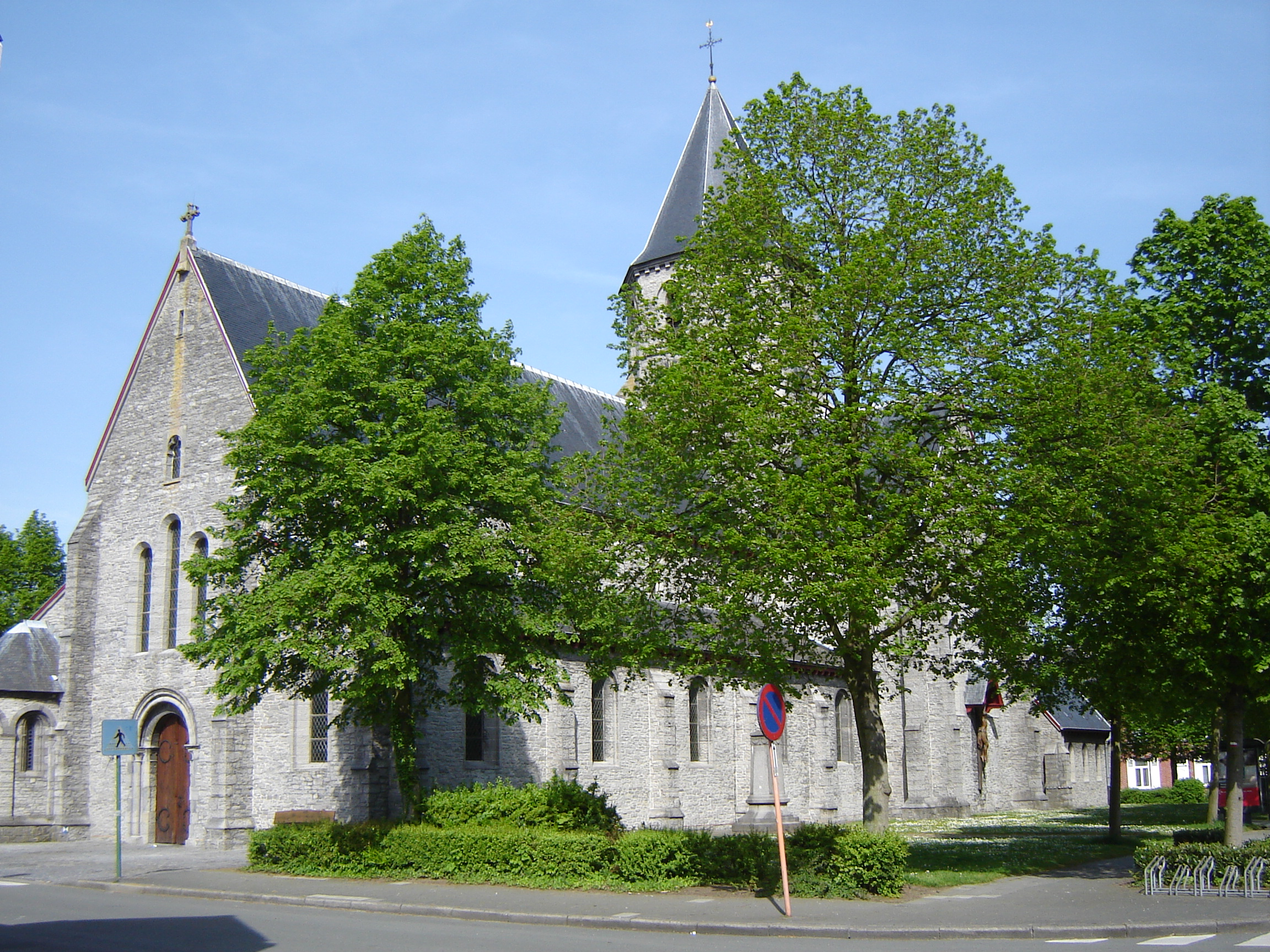
Sint-Antonius Abtkerk
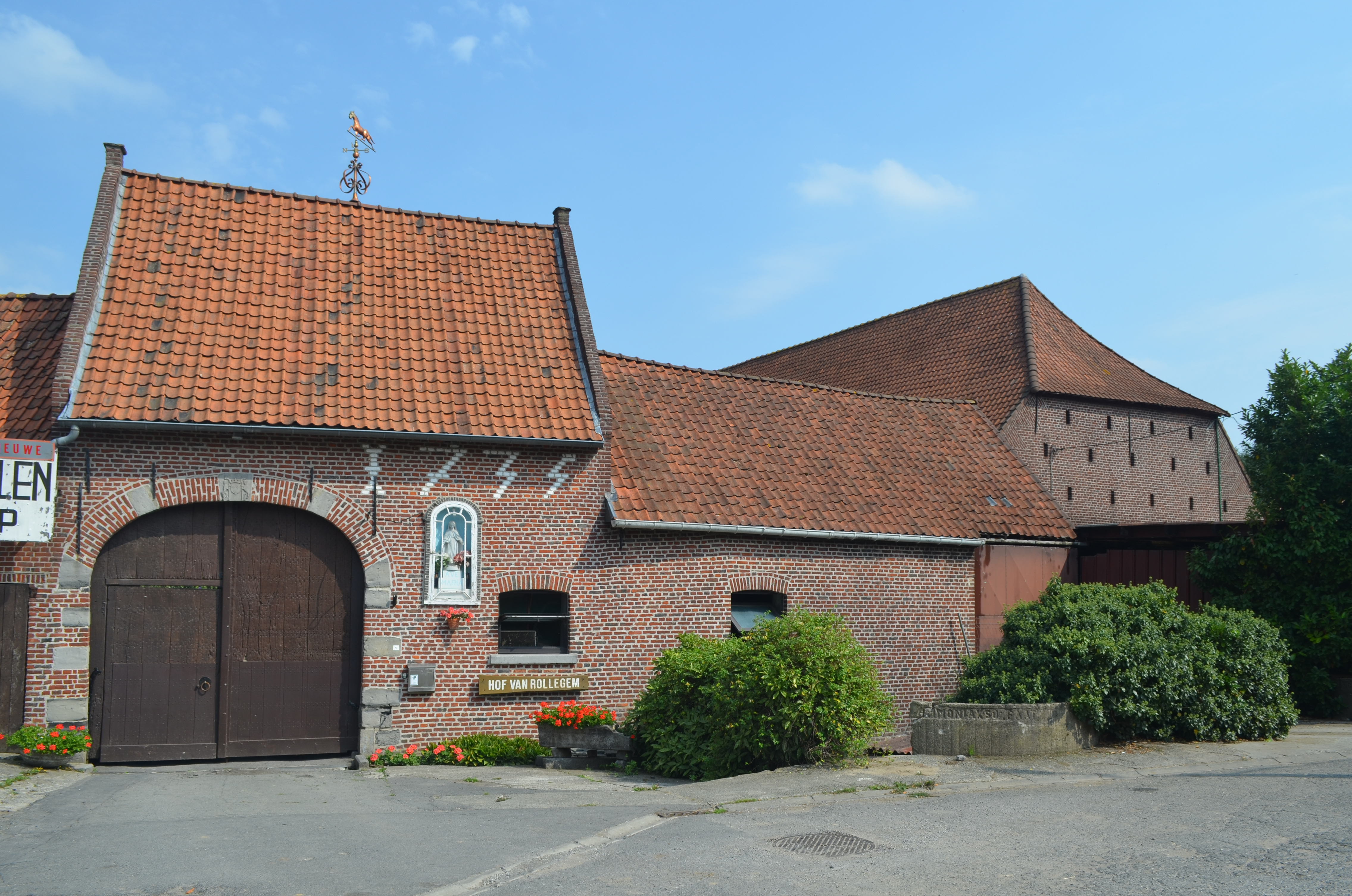
Hof van Rollegem, Dorpsplein. Poortgebouw van 1735. De hoeve werd in 2004 beschermd als monument.
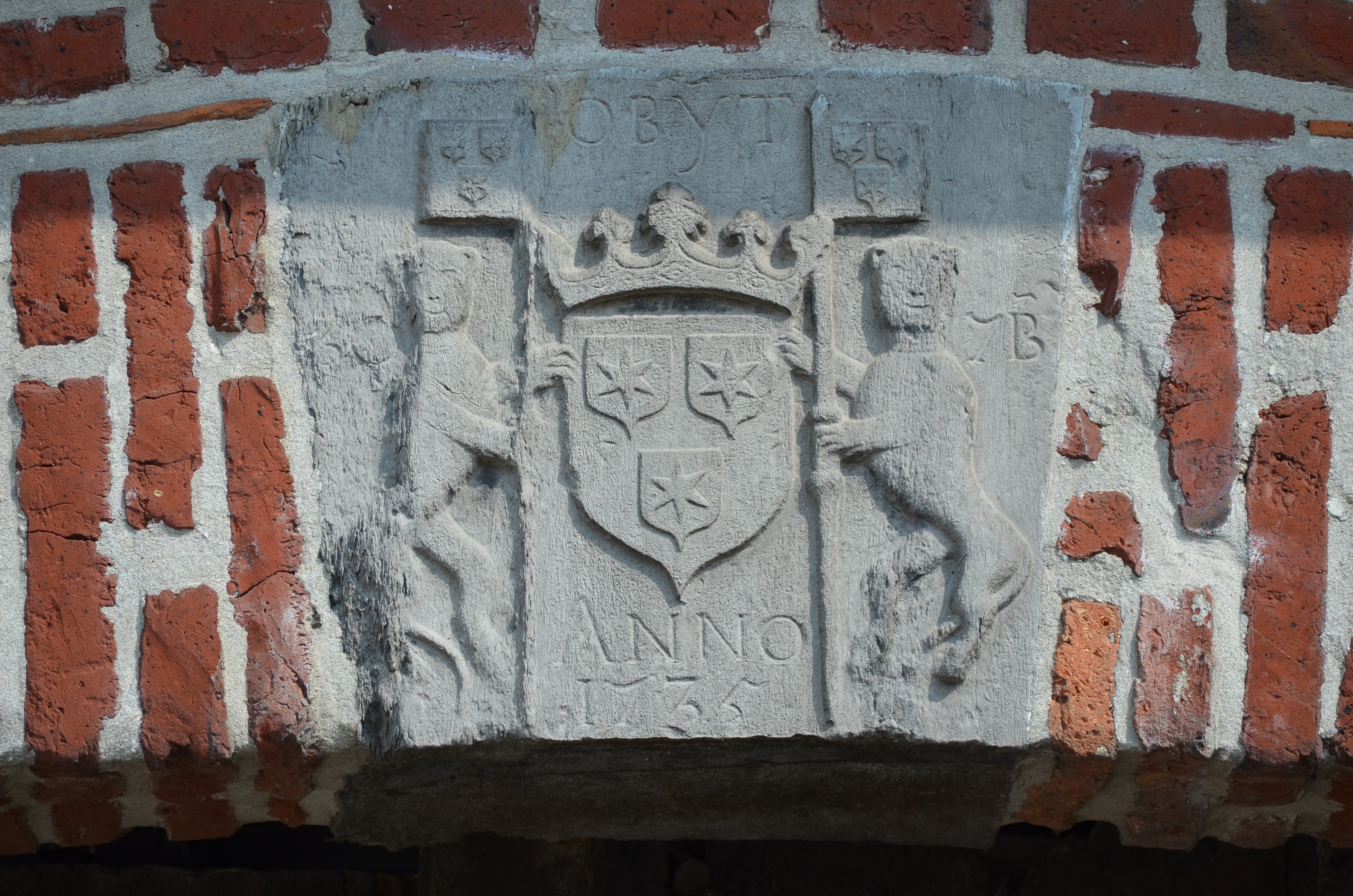
Hof van Rollegem. Sluitsteen met het wapenschild van Engelbert-Frederik d’Ennetières. Text : "OBYT [30] 7b[re] 1 735" (gestorven op 30 september 1735).

## Natuur en landschap
Rollegem ligt op de grens van Zandlemig Vlaanderen en de Vlaamse leemstreek. Er liggen uitlopers van het Heuvelland van Bellegem, de hoogte varieert van 22 tot 67 meter. Het hoogste punt ligt bij Sint-Anna (67 meter) en de Klijtberg (63 meter).

## Sport
Met de Weimeersen beschikt Rollegem over een eigen sportcomplex. Het complex bestaat uit rugby- en voetbalvelden en een indoor minivoetbalzaal. De rugbyclub van Kortrijk, Rugbyclub Curtrycke, heeft de Weimeersen als thuisbasis.

## Burgemeesters van Rollegem
- 1800 - 1849: Constantin Vander Meersch
- 1850 - 1866: Constantin Vander Meersch (jr)
- 1866: Joseph Warrot (nam na 1 dag ontslag)
- 1866 - 1870: August-Edward Herbau (waarnemend burgemeester)
- 1870 - 1872: August Salembier
- 1872 - 1899: Casimir Herbau
- 1900 - 1903: Léon Herbau (zoon van August-Edward Herbau, nam in 1903 ontslag vlak voor de verkiezingen van oktober 1903)
- 1903 - 1918: Léon Herbau (werd na zijn ontslag opnieuw verkozen tot burgemeester)
- 1921 - 1937: Eugène Everaert
- 1939 - 1947: Maurice Everaert
- 1941: afschaffing gemeenteraad. Onder voogdij van de Duitsers werd Maurice Castelein aangesteld als oorlogsburgemeester tot 1944.
- 1947 - 1971: Polydoor Declercq
- 1971 - 1976: Gérard Vandenberghe. Laatste burgemeester van Rollegem.
- 1 januari 1977: gemeente Rollegem fuseert met Groot-Kortrijk.

## Bekende Rollegemnaren
- Gustavus Josephus Waffelaert (1847-1931), 22ste bisschop van Brugge
- Raf Renard (1911-2002), ambtenaar en bestuurder
- Ramses Debruyne (2002), wielrenner

## Nabijgelegen kernen
Aalbeke, Bellegem, Tombroek, Marke

## Vrije tijd
Sinds 1977 ( Fusie met Kortrijk) vinden de toenmalige Folklorefeesten nog jaarlijks plaats in Rollegem zijnde de "Rollofeesten" 
Chiro Tandem is gevestigd in Rollegem. De meisjes chiro ontstond in 1976. De jongens chiro in 1981. In 1999 fusioneerden de meisjes- en jongen chiro.
Sinds 2017 vindt er in Rollegem een jaarlijks festival plaats 'Lux'.
Er is een muziekvereniging aanwezig in Rollegem: de Koninklijke Harmonie Sint-Cecilia van Rollegem. Naast een harmonie is er ook een drumband en een jeugdharmonie, alsook een toneelvereniging Trees en een jeugdtoneel Tresor.